# Vol Lion Air 538
Le 30 novembre 2004, le McDonnell Douglas MD-82 assurant le vol Lion Air 538, un vol intérieur régulier entre l'aéroport international Soekarno-Hatta, à Jakarta, et l'aéroport international Juanda, à Surabaya, avec une escale à l'aéroport international Adisumarmo, à Surakarta, en Indonésie, sort de la piste lors de l'atterrissage à Surakarta et s'écrase dans un cimetière à proximité. 
On dénombre 25 morts, dont le commandant de bord, et 109 blessés parmi les 163 occupants de l'appareil. À l'époque, il s'agit du seul accident mortel impliquant un avion de Lion Air, jusqu'au crash du vol Lion Air 610 en octobre 2018. 
L'enquête, menée par le Comité national pour la sécurité dans les transports indonésien (NTSC), conclu que l'accident a été causé par l'aquaplanage de l'avion sur la piste, aggravé par le cisaillement de vent lors de l'atterrissage.

## Avion
L'appareil impliqué est un McDonnell Douglas MD-82 (numéro de série 1173/49189), qui a effectué son premier vol le 13 novembre 1984, puis livré plus tard, le 20 décembre de cette année, et exploité par Aeroméxico (immatriculation XA-AMP), avant d'être acquis par Lion Air en 2002, immatriculé PK-LMN. Lion Air avait alors vendu cet avion à une autre compagnie aérienne et devait le livrer en janvier 2005, soit deux mois après l'accident.

## Passagers et équipage
La plupart des 156 passagers étaient des ressortissants indonésiens, mais plusieurs responsables de l'aéroport ont confirmé qu'un Singapourien figurait parmi les blessés. Les pilotes aux commandes sur ce vol étaient le commandant de bord Dwi Mawastoro, qui est décédé dans l'accident, et le copilote Stephen Lesdek, qui a survécu malgré de graves blessures.

## Accident
Le vol 538 a décollé de Jakarta vers 17 h 00, avec 156 passagers et 7 membres d'équipage à bord. La plupart des passagers étaient des membres du Nahdlatul Ulama, qui participaient à une réunion nationale organisée après la victoire de l'élection présidentielle indonésienne de 2004. Le vol s'est déroulé sans incident jusqu'à son approche vers Surakarta. 
L'avion est arrivé à l'aéroport au crépuscule, vers 18 h 00, sous une pluie battante. En effet, un violent orage été présent dans la zone de l'aéroport lors de l'atterrissage. 
Le vol 538 été configuré de manière appropriée pour l'atterrissage, puis s'est posé "en douceur" selon la plupart des passagers, et les inverseurs de poussée ont été déployés correctement. Cependant, l'avion n'a pas ralenti suffisamment avant la fin de la piste, puis a dépassé la piste avant de s'écrasé contre un talus, provoquant l'effondrement du plancher dans la partie avant de l'avion et tuant de nombreux passagers présents dans cette zone. 
Le fuselage de l'avion s'est brisé en deux sections, avant de s'immobiliser au bout de la piste et du carburant a commencé à fuir via les réservoirs endommagés de l'appareil. Les passagers ont eu du mal à localiser les issues de secours, à la suite du dysfonctionnement de l'éclairage en cabine, consécutif au crash. Certains passagers ont évacué eux-mêmes par l'ouverture dans le fuselage.
L'aéroport a été fermé et les services d'urgence ont été rapidement prévenus. Les passagers blessés ont été transportés par des véhicules de police et des ambulances vers de nombreux hôpitaux de Surakarta. Les survivants légèrement blessés ont été soignés à l'intérieur du terminal VIP de l'aéroport.
Au total, 25 personnes ont été tuées et 109 autres ont été blessées, dont 59 avec des blessures graves.

## Enquête
Le président indonésien nouvellement élu, Susilo Bambang Yudhoyono, a ordonné une enquête immédiate sur la cause du crash du vol 538 et a déclaré qu'elle devrait être accessible au public, afin d'éviter toute rumeur indésirable après l'accident. Le ministre des Transports, Hatta Rajasa (en), a déclaré que le ministère indonésien des Transports évaluerait les opérations de la compagnie aérienne en réponse au crash du vol 583, en plus de deux autres incidents similaires survenus le même jour.
Les deux enregistreurs de vol (CVR et FDR) ont été retrouvées le 1er décembre 2004 et transportée au centre d'opérations d'urgence de l'aéroport.
Un témoin de l'accident a affirmé que la foudre avait frappé l'avion pendant sa phase d'atterrissage. Selon lui, les phares d'atterrissage et l'éclairage intérieur se sont éteints peu de temps après l'impact.
Le rapport préliminaire a été publié en 2005, les enquêteurs déclarant que le système de freinage de l'avion n'était pas à son niveau optimal. Cette situation a été aggravée par les conditions météorologiques lors de l'accident. Les enquêteurs ont également identifié un inverseur de poussée défectueux comme étant l'une des causes de l'accident ; ils ont ensuite émis plusieurs recommandations à la compagnie aérienne.
Lion Air continue d'utiliser le numéro de vol LNI538, mais uniquement sur la liaison Jakarta-Solo, principalement exploitée par un Boeing 737-800 ou un Boeing 737-900ER.